# Rock (Northumberland)
Rock – wieś w Anglii, w hrabstwie Northumberland, w dystrykcie (unitary authority) Northumberland, w civil parish Rennington. Leży 57 km na północ od miasta Newcastle upon Tyne i 453 km na północ od Londynu. W 1951 roku civil parish liczyła 162 mieszkańców.